# Кривая Вивиани
Кривая Вивиани — пространственная кривая,
пересечение кругового цилиндра со сферой с центром на поверхности цилиндра и радиусом, равным диаметру цилиндра.
Названа в честь Винченцо Вивиани, который дал в 1692 году детальное исследование этой кривой и впервые отметил, что ограниченные ею на полусфере две области допускают простую квадратуру: их общая площадь такова, что поверхность оставшейся части полусферы равна площади квадрата, построенного на диаметре сферы. До Вивиани эту кривую изучали Де ла Лубер, Симон и Жиль Роберваль (1666).

## Уравнения
- Кривая Вивиани является линией пересечения поверхности цилиндра
{\displaystyle (x-a)^{2}+y^{2}=a^{2}}

со сферой вдвое большего радиуса, центр которой лежит на поверхности цилиндра:
{\displaystyle x^{2}+y^{2}+z^{2}=4\cdot a^{2}\,.}
- Параметрическое уравнение:
{\displaystyle \left(a\cdot (1+\cos t),\ a\cdot \sin t,\ 2\cdot a\cdot \sin {\tfrac {t}{2}}\right).}

- Уравнения проекций на плоскости {\displaystyle (x\,y)}, {\displaystyle (y\,z)}, {\displaystyle (x\,z)}:
{\displaystyle x(z)=2\,r-{\dfrac {z^{2}}{2\,r}}\,,}
{\displaystyle y(z)=\pm z\,{\sqrt {1-{\dfrac {z^{2}}{4\,r^{2}}}}}\,,}
{\displaystyle y(x)=\pm {\sqrt {x(2\,r-x)}}\,,}
{\displaystyle z(x)=\pm {\sqrt {2\,r\,(2\,r-x)}}\,,}
{\displaystyle x(y)=r\pm {\sqrt {r^{2}-y^{2}}}\,,}
{\displaystyle z(y)=\pm {\sqrt {2\,r^{2}\pm 2\,r\,{\sqrt {r^{2}-y^{2}}}}}\,.}

## Свойства
- Проекция кривой Вивиани на общую касательную цилиндра и сферы является лемнискатой Жероно.
- Кривая Вивиани на пересекающейся с цилиндром полусфере отделяет такие две области, что площадь оставшейся части полусферы равна площади квадрата, построенного на диаметре сферы.

Найдём площадь поверхности {\displaystyle f(x,y)={\sqrt {4\,r^{2}-x^{2}-y^{2}}}}, ограниченной кривой Вивиани, интегрированием в координатах {\displaystyle (x\,y)}.
Площадь поверхности определяется привычным образом через интеграл:
{\displaystyle S_{\text{V.C.}}=\int \limits _{\Omega }{\sqrt {1+\left({\dfrac {\partial z}{\partial x}}\right)^{2}+\left({\dfrac {\partial z}{\partial y}}\right)^{2}}}\,\mathrm {d} x\,\mathrm {d} y\,,}
где {\displaystyle \Omega } — область, ограниченная кривой Вивиани.
Вычислим подынтегральное выражение:
{\displaystyle {\sqrt {1+\left({\dfrac {\partial z}{\partial x}}\right)^{2}+\left({\dfrac {\partial z}{\partial y}}\right)^{2}}}={\dfrac {2\,r}{\sqrt {4\,r^{2}-x^{2}-y^{2}}}}\,.}
Продолжая вычисление и учитывая симметричность области интегрирования относительно оси {\displaystyle x\,} (получая таким образом четыре одинаковых части), находим:
{\displaystyle S_{\text{V.C.}}=4\cdot 2\,r\,\int \limits _{0}^{2\,r}\mathrm {d} x\int \limits _{0}^{\sqrt {x\,(2\,r-x)}}\mathrm {d} y\,{\dfrac {1}{\sqrt {4\,r^{2}-x^{2}-y^{2}}}}=8\,r\int \limits _{0}^{2\,r}\mathrm {d} x\,\mathrm {arctg} {\sqrt {\dfrac {x}{2\,r}}}=8\,r\,(-2\,r+4\,r\,\mathrm {arctg} \,1)=8\,\pi \,r^{2}-16\,r^{2}={\dfrac {1}{2}}\,\pi \,(4\,r)^{2}-(4\,r)^{2}\,.}
Первое слагаемое в получившемся выражении представляет собой площадь полусферы диаметра {\displaystyle 4\,r}, второе слагаемое — площадь квадрата со стороной, равной этому же диаметру.
Таким образом, разность площадей полусферы и рассматриваемой поверхности равна площади квадрата, построенного на диаметре сферы:
{\displaystyle S_{\text{hemisphere}}-S_{\text{V.C.}}=(4\,r)^{2}\,,}
что и требовалось доказать.